# Blitilda
Blitilda (c. 654-673) (también Bilichild, Bilichildis, Bilichilde o Blithilde) fue esposa del rey franco de Neustria y Borgoña, Childerico II. Los dos se casaron en 667 a pesar de la oposición de un hombre tan importante como el obispo Leodegario.

## Familia
Blitilda era una hija del rey Sigeberto III y la reina Chimnechilda de Borgoña y nieta del rey Dagoberto I y su concubina Ragnetruda.
Sus hermanos fueron Dagoberto II y Childeberto el Adoptado y era tía de las santas Adela e Irmina.
Hijos de Blitilda y su esposo fueron el príncipe Dagoberto y el rey Chilperico II.

## Biografía
Childerico se convirtió en rey único de los francos en 673. En 673, mientras estaba de viaje por motivos de caza en el Bosque de Lognes, cerca de Livry, en Picardía, Blitilda, junto con su esposo y su hijo mayor, un Dagoberto de cinco años, fueron asesinados por una banda de neustriacos insatisfechos —Bodilón, Amalberto e Ingoberto—. El trío real fue enterrado en la Abadía de Saint-Germain-des-Prés de París, donde su tumba, y la de Dagoberto fueron descubiertas en 1645 y robadas.
A su hijo más joven, Daniel, se lo llevaron a un monasterio y de ahí regresó cuarenta años después para liderar a los francos como rey bajo el nombre de Chilperico II.